# Torja község
Torja község (románul: Comuna Turia) község Kovászna megyében, Romániában. Központja Torja, hozzá tartozik Futásfalva.

## Népessége
A 2011-es népszámlálás adatai alapján a község népessége 4027 fő volt.